# 後衛II作戰
「后卫II作战」，或稱聖誕炸彈襲擊與空中奠邊府大捷，是指1972年12月18日至29日美国空军对越南首都河内及周围地区进行地毯式毁灭性轰炸以及越军防空对抗作战。

越方称12昼夜共击落包括34架B52轰炸机在内的81架美军机。其中，河内市军民击落23架军机。这一胜利迫使美国回到巴黎谈判，因而被称为“空中奠边府大捷”。 

## 历史
1972年12月，美国实施战略空袭行动，轰炸北越北部，企图削弱越南民主共和國经济、国防实力，“把越南民主共和國炸回石器时代”，迫使越南民主共和國签署有利于美方的巴黎协定。
此前，越军从未击落过B-52轰炸机。到12月初，导弹部队已经击毁了约350架美军飞机，占1972年击落敌军飞机总数的60%；导弹阵地遭到美军航弹和“百舌鸟”反雷达导弹60多次攻击。1972年北越的地空导弹部队投入到第四军区战场，部署了1个防空部队集群，辖2个防空师、4个防空导弹团（16个防空导弹营，其中有8个营因装备完好率低而战斗力贫弱）、8个高炮团(48个高炮连)，以保护通往南方战场的运输干线、渡口、仓库、物资技术设备及在南部3省的部队。红河三角洲只有1个地空导弹团，器材技术性不满足战斗条件；从前线战场调回的1个地空导弹团未配备器材。在越方判断出美军将轰炸河内、海防市区后，越南防空空军部署工兵部队抓紧建设和维修外圈野战机场；巩固导弹、高射炮阵地并建设许多预备阵地，让导弹、高射炮力量机动转移阵地部署，甚至还为增援的防空力量准备作战阵地。在河内地区，短时间内新建了30多个导弹阵地和数百个高射炮阵地。在地对空导弹材有限情况下，集中部署保卫河内与海防的两个地空导弹群。保卫河内的导弹群包括3个导弹团、5个高炮团；保卫海防的导弹群包括2个导弹团和1个高炮团，都部署在内圈紧贴目标以确保在任何情况下都能集中攻击B-52轰炸机。但不能在敌机投弹前在城市的远接近地攻击B-52轰炸机。为此，越方用空军在外圈拦截B-52轰炸机。河内、海防防空群混合部署地空导弹和高射炮。国道1号的北部和太原防空群混合部署各种高射炮。越军的防空作战，强调空军和低空导弹力量的协同，以地空导弹战斗活动为制定协同作战计划的基础。夜间防空作战集中地空导弹攻击B-52轰炸机，空军从远处与导弹火力圈外拦截B-52轰炸机，为导弹防空提供条件。在B-52轰炸机两次夜间轰炸间隙或白昼，空军和高射炮保卫要地目标和导弹阵地。空军在导弹火力区起落出入时，按地区、时间和高度进行协同以免误击。
12月18日首战，越南空军远处拦截、破坏轰炸机群的集群态势，为火箭、高射炮消灭轰炸机创造条件。导弹集火射击，击落了三架B-52轰炸机，其中当场坠地两架。高射炮猛烈抗击敌战斗轰炸机，保卫城市目标、机场、导弹阵地，击落5架敌机。首战的胜利巩固了北越军民和防空空军的战斗信心。
12月19日越军的一些战斗不成功。越军指挥部指导各部队检讨教训，吸取经验，找出原因，积极备战，完善作战计划，尤其是指挥和保障方面。
12月20日夜，北越空军在外圈机场起飞，在山罗、木州、富寿、越池等地拦截B-52轰炸机，为导弹、高射炮作战创造条件。地空导弹击落7架B-52轰炸机（占出动的99架B-52飞机数量的7.5%。美方确认6架B-52击坠，其中有3架是在投弹前被摧毁的，3架是在投弹之后；4架B-52坠毁在河内附近，2架在北越境外坠毁）。其他防空部队击落12架战术飞机，其中有一架F-111A。至此，战役前3天被摧毁的9架B-52中，有5架轰炸机是在完成战斗任务后进行战斗转弯企图脱离目标时被击中的。这一损失数字是参与“后卫II”的所有战略轰炸机总数的7%，根据美国空军战略空军司令部的战斗损失标准，这是根本无法接受的高战损。
连续三天轰炸河内后，尼克松总统延长作战计划，当天，美军仅投入30架战略轰炸机，放弃使用关岛基地的B-52D机型，全部从泰国乌塔堡空军基地起飞，同时出动75架战术飞机护送。B-52轰炸机小规模机群扩大轰炸河内邻近地区，主要是轰炸海防、太原、国道1号北方等外圈，企图把越军地空导弹调出河内核心圈。越军坚决维持驻守河内的导弹力量，把海防的两个导弹营调到国道1号北方的外圈作战，从东北方向保卫河内。驻守清化、南定的一些高射炮团也被调到河内。只有2架B-52被M防空导弹击落。 
12月22日，河内联机厂民兵用14.5mm高射机枪击落了一架F-111战斗轰炸机。
12月23日，梅动机械厂、梁安机械厂和白藤木制厂的三个民兵高机排用三挺DShk 12.7毫米高射机枪和两挺14.5mm高射机枪击落了一架F-111战斗轰炸机。
12月24日，制导雷达发现一波B-52轰炸机从西西北方向逼近太原市，进入越军256高射炮团（今为297旅）的射程范围内。该团18门KS-19型100毫米高射炮对空集火射击，一架B-52轰炸机被击中起火坠落。这是首架不是由地空导弹击落的B-52.
美军资料显示，12月22、23、24日，没有损失一架B-52。在连续3天的轰炸通常只投入30架B-52轰炸机，对河内-海防的外部地区目标进行袭击，以试探北越防空导弹阵地位置。
12月25日圣诞节，美军停炸一日。
圣诞节休假后，12月26日夜战是关键之战。美军动用105架B-52轰炸机和最大力量的战术飞机同时轰炸河内、海防和太原三个地区。在河内，美军78架B-52从西北、西南和东北三个方向（美军观点是4个方向）接近目标，以分散越军防空火力，空中情况极端复杂。在近一个小时内，8架B-52轰炸机被击落，其中4架当场击落。256高射炮团在太原市再次击落了一架B-52。42架B-52轰炸机突击海防市。当天出动114架战术飞机。至此，26架B-52轰炸机被击落 （14架当场击落）。美方确认当天2架B-52被导弹击落。
美方认为12月27、28、29日三天，美空军已完全掌握了北越上空的制空权。这3天夜袭平均出动60架B-52。12月27日两架B-52被击落，1架当场坠毁，1架在泰国境内坠毁。
12月29日夜间轰炸中，美军飞机全部在地空导弹系统杀伤范围之外活动。
美国认为“后卫II战役”中取得了胜利，达到了战前的目标，北越当局重新回到了巴黎谈判桌前。共有188架B-52轰炸机参战，完成了729架次战斗飞行任务，其中741架次为计划内飞行任务，投弹1.5万吨。48架F-111A战斗轰炸机、800多架其他战术飞机参战。共计对北越轰炸33次，其中17次由B-52执行。总共起飞2814架次，越军发射了1240枚防空导弹，15架B-52击坠（92名乘员中66人死亡或失踪）。 
1973年1月27日签订《关于在越南结束战争、恢复和平协定》，亦称《关于越南问题的巴黎协定》，美军及其盟国军队彻底退出越南战争。

## 纪念
越南每隔五年纪念“河内-空中奠边府大捷”逢五、逢十周年。在越南军事历史博物馆举办“空中奠边府壮歌”展览会；在河内市火炉监狱遗迹纪念馆举办“追溯记忆”专题展、“河内空中奠边府”大捷图片展等活动。
12月22日为越南全民国防日。

## 註解
1. ↑  「中奠边府大捷」是近代越南官方中文版刊物網站宣傳用詞，臺灣慣用用「Operation Linebacker II
後衛II作戰行動」，這條目名稱應該用在越南語版維基百科。爾且模板圖片說明用「Operation Linebacker II
後衛II作戰行動」。